# Santamental
Santamental è il quarto album in studio da solista del chitarrista e cantante statunitense Steve Lukather, pubblicato nel 2003. Si tratta di un album natalizio pubblicato a nome Steve Lukather & Friends.

## Tracce
1. Joy to the World – 3:07
2. Greensleaves – 6:58
3. Jingle Bells – 2:19
4. Carol of the Bells – 4:42
5. Broken Heart for Christmas – 4:09
6. Angels We Have Heard on High – 4:55
7. Winter Wonderland – 4:05
8. Look Out for Angels – 5:19
9. Silent Night – 4:33
10. Goodbye – 0:47
11. The Christmas Song – 2:16

## Formazione
- Steve Lukather - voce, chitarra
- Trevor Lukather - chitarra (4)
- Eddie Van Halen - chitarra (1)
- Slash - chitarra (5)
- Steve Vai - chitarra (4)
- Mike Landau - chitarra (8)
- Edgar Winter - voce, sax (7)
- Jeff Babko - tastiere, trombone, organo, piano, corni
- John Pierce - basso
- Scott Hamilton - sax
- Walt Fowler - tromba
- George Shelby - sax
- Greg Bissonette - batteria
- Lenny Castro - percussioni
- Simon Phillips - percussioni (1)